# Miguel Acosta Saignes
Miguel Segundo Acosta Saignes (San Casimiro, estado Aragua, Venezuela, el 8 de noviembre de 1908 - Caracas, Venezuela,10 de febrero de 1989), fue un antropólogo e historiador venezolano. Fundador de los estudios antropológicos en Venezuela y de la Escuela de Periodismo de la Universidad Central de Venezuela (UCV). En 1977 fue galardonado con el Premio Casa de las Américas (ensayo) por: Bolívar: Acción y utopía del hombre de las dificultades. En 1987 recibió el Premio Nacional de Cultura Popular de Venezuela.

## Biografía
Hijo de Miguel Acosta Delgado y Adela Saignes Roulac, de origen francés. Formado en la Universidad Nacional Autónoma de México (UNAM), donde obtiene el grado académico de Maestro en Ciencias Andrológicas, en 1945. Graduado de bachiller en 1927 ingresa al año siguiente a la Facultad de Medicina de la UCV. Ese año, a raíz de las manifestaciones de protesta surgidas contra el régimen del general Juan Vicente Gómez, es recluido junto con varios de sus compañeros en La Rotunda donde se hace militante comunista, de la cual es trasladado a Las Colonias (hoy Araira, Estado Miranda), y luego al castillo Libertador de Puerto Cabello. Sale en libertad a finales de 1929. Forma parte de la junta directiva de la Federación de Estudiantes de Venezuela (FEV) con quienes participa en la toma de la universidad el 17 de diciembre de 1930, para impedir la visita del general Juan Vicente Gómez con motivo del centenario de la muerte de Simón Bolívar.
En 1930 inicia su carrera profesoral que a lo largo de cuarenta años lo llevará a desempeñar numerosas cátedras en instituciones de educación secundaria y superior: Matemática y Preceptiva en el instituto San Pablo (1930-1931), Matemática y Psicología en el Colegio Católico Venezolano (1933-1936), Geografía en el liceo Caracas (1947), Antropología en el Instituto Pedagógico de Caracas (1947), Culturas Prehispánicas de América, Antropología y Etnografía Antigua de Venezuela en la Universidad Central de Venezuela (1947), entre otras. También a partir de 1930 se inicia como periodista, siendo colaborador de: El Heraldo, La Voz del Estudiante, Últimas Noticias, El Nacional, entre otros. En 1931, se casó con su prima María Teresa Acosta Oropeza de apenas 15 años de edad y en 1933 reingresó a la UCV para estudiar Derecho. Funda la Gaceta de América (1935) con Inocente Palacios y La Victoria (1936) con Juan Morales Lara y Alejandro Alfonso Larraín. En su actividad política, en 1935 organiza gremios y sindicatos en el interior del país y participa en la fundación del Partido Republicano Progresista (PRP) (que sería el partido legal de los comunistas venezolanos) dirige su órgano informativo, El Popular, junto con Ernesto Silva Tellería, Carlos Irazábal y Miguel Otero Silva. 
En 1937 es expulsado del país junto con otros luchadores políticos por el gobierno de Eleazar López Contreras al ser parte de la llamada Generación del 28. Se exilia en México donde inicia una intensa actividad intelectual que lo llevará a escribir para la prensa, a iniciar estudios de economía que cambiará luego por los de antropología e historia y a publicar sus primeros libros: Latifundio: el problema agrario en Venezuela (1938), Petróleo en México y Venezuela (1941), Los caribes de la costa venezolana (1946). En 1945 se recibe como etnólogo y maestro en ciencias antropológicas con la tesis El comercio de los aztecas. En 1946 regresa a Venezuela y se incorpora como profesor de la recién fundada Facultad de Filosofía y Letras de la UCV, en la cual crea por petición de Mariano Picón Salas (decano fundador) el Departamento de Antropología. Igualmente participa en la creación de la Sección de Historia de esa facultad y de la Escuela de Periodismo, ambas en 1947. Funda la Comisión Nacional Indigenista (1948) y la revista Archivos Venezolanos de Folklore (1949), esta junto con Ángel Rosenblat y Rafael Olivares Figueroa.
En 1961 obtiene el título de licenciado en geografía y en 1962 el de doctor en antropología. Se desempeña como decano de la Facultad de Humanidades y Educación en dos ocasiones (1965-1968 y 1968-1971). Sus aportes a la cultura intelectual venezolana se concretan al estudio del problema del latifundio; del período prehispánico, en el cual abarca Venezuela en su totalidad y toma en cuenta todas las manifestaciones de las parcialidades indígenas; de la presencia africana en el territorio y su significado en el pasado y presente; del papel de Simón Bolívar en la historia venezolana como hombre surgido de una realidad específica. Son numerosas las distinciones que recibió Acosta Saignes a lo largo de su vida, las últimas de las cuales fueron los homenajes acordados por la Academia Nacional de la Historia (1986) y la Universidad Central de Venezuela (1988). En 2008 el antropólogo Rafael Strauss publicó una biografía de Acosta Saignes para la Biblioteca Biográfica de El Nacional.

## Obra

### Artículos, ensayos y conferencias
- Vida y milagros de Royal Criollos. El Heraldo, Caracas (1933)
- El comercio de los Aztecas. Tesis para optar al grado de etnólogo. Escuela Nacional de Antropología e Historia. México (1946)
- Los Teopixque. Revista Mexicana de Estudios Antropológicos (1946)
- Migraciones de los Méxica. Volumen VII de Tlatelolco a través de los tiempos. México (1946)
- Los Caribes de la costa venezolana. Acta Antropológica. Número especial. Sociedad de alumnos de la Escuela Nacional de Antropología e Historia. México (1946)
- Raíces y signos de la transculturación. Separata de la Revista Nacional de Cultura. Ministerio de Educación. Venezuela (1948)
- Noticias sobre el problema indígena en Venezuela. Publicaciones de la Comisión Indigenista. Imprenta Nacional, Caracas (1948)
- Esquema de las áreas culturales de Venezuela. Separata de la Revista Nacional de Cultura. Ministerio de Educación. Venezuela (1949)
- Aguado y Simón: historiografía de Venezuela. Separata de la Revista Nacional de Cultura. Ministerio de Educación. Venezuela (1949)
- Arqueología para aficionados. Separata de la Revista Cultura Universitaria. Editorial Ávila Gráfica, Caracas (1950)
- Tlacaxipeualitztli: un complejo mesoamericano entre los Caribes. Serie de Etnología. Instituto de Antropología y Geografía. Facultad de Filosofía y Letras. Universidad Central de Venezuela. Caracas (1950)
- ¿Cómo se descubrió el río Apure?. Revista Nacional de Cultura 86. Caracas (1951)
- Una fuente de Fernández de Oviedo. Periscopio. Revista Nacional de Cultura y Bibliografía. Editorial Nueva Venezuela. Caracas (1952)
- Zona Circuncaribe. Programa de Historia de América: 1,5. Período Indígena. Instituto Panamericano de Geografía e Historia. Comisión de Historia de México (1953)
- Relaciones entre la Sociología y la Antropología. Boletín del Instituto de Sociología: 8 (7-8) Resumen de una ponencia. Buenos Aires (1953)
- Arqueología de la Guajira venezolana. Sociedad Suisse des Américanistes. Bulletin: 7 (6-8). Musée et Institu d´Etnographie de la Ville de Geneve. Suisse (1953)
- El saber campesino. El Nacional (28 de enero de 1954). Caracas (1954)
- La familia campensina en Venezuela. El Nacional (27 de mayo de 1954). Caracas (1954)
- Gamio y el Indigenismo. El Nacional (23 de septiembre de 1954). Caracas (1954)
- Alejandro Humboldt. Ediciones de la Fundación Eugenio Mendoza. Biblioteca Escolar. Colección de Biografías: 19. Caracas (1955)
- Elementos indígenas y africanos en la formación de la cultura venezolana. Ciclio de conferencias en la Facultad de Humanidades y Educación. Universidad Central de Venezuela (1955)
- La vivienda popular en Barinas. Cuadernos Universitarios: 5-6 (1-16). Universidad Central de Venezuela. Caracas (1955)
- Gentilicios africanos en Venezuela. Archivos venezolanos de Folklore: 4 (9-30). Facultad de Humanidades y Educación. Universidad Central de Venezuela. Caracas (1956)
- Los indígenas y la ficción jurídica. Boletín indigenista: XVI, 2 y 3 (238-243). Instituto Interamericano. México (1956)
- La responsabilidad de los indígenas. El Nacional (1 de marzo de 1956). Caracas (1956)
- La cajeta de chimó. Sobretiro del Boletín Indigenista Venezolano, T.II, Nos. 1-4. Caracas (1956)
- Prólogo a Los petroglifos de Venezuela. Bartolomé Talavera Acosta. Universidad Central de Venezuela (1956)
- Introducción al estudio de la vivienda rural en el Estado Mérida. Integral. Número 8. Sociedad Venezolana de Arquitectos (1957)
- Los problemas de la vocación. Orientación vocacional. Facultad de Medicina Veterinaria. Universidad Central de Venezuela. Caracas (1957)
- ¿Qué es la transculturación?. El Nacional (17 de octubre de 1957). Caracas (1957)
- La sociología del Cacique. Cultura Universitaria. Universidad Central de Venezuela. Caracas (1958)
- Los orígenes históricos del problema agrario. Cuadernos de las colinas. Número 8. Ediciones del Ateneo de Valera. Valera (1959)
- La vivienda rural en Paraguaná y Margarita. Archivos Venezolanos de Folklore. Número 6 (35-50). Facultad de Humanidades y Educación. Universidad Central de Venezuela. Caracas (1960)
- Algunos aspectos sociales en el problema de la vivienda rural en Venezuela. VI Congreso Latinoamericano de Sociología: II (79-92). Asociación Venezolana de Sociología. Memoria. Caracas (1961)
- Origen histórico del hombre venezolano. Conferencias de Extensión Cultural Dictadas al Estado Mayor Aéreo. Número 1 (201-214). Escuela Superior de las Fuerzas Aéreas. Caracas (1961)
- Discurso sobre la Guayana Esequiba ante el Congreso de la República. En: Recuperación de la Guayana Esequiba. Publicaciones de la Secretaría del Senado de la República. Caracas (1965)
- Sobre la recolección de datos y la teoría en las Ciencias Sociales. Diálogos: III, 6 (69-78) Universidad de Puerto Rico. Puerto Rico (1966)
- Los descendientes de africanos y la formación de la nacionalidad en Venezuela. Anuario del Instituto de Antropología e Historia: III (35-43). Universidad Central de Venezuela. Caracas (1966)
- La estructura social de Aztecas e Incas en la taxonomía y la nomenclatura de las Ciencias Sociales. Anuario del Instituto de Antropología e Historia. Universidad Central de Venezuela. Tomo II 1966, pp. 43-52. Caracas (1966)
- La vivienda de los pobres. En: Estudio de Caracas: Vol. II, Tomo II, (631-893). Colección dirigida por Rodolfo Quintero. Caracas (1967)
- Los indígenas venezolanos y el turismo. Últimas Noticias (26 de enero de 1974). Caracas (1974)
- Antropología del Zulia. Últimas Noticias (27 de julio de 1974). Caracas (1974)
- Foro Indigenista. Últimas Noticias (26 de agosto de 1974). Caracas (1974)
- Nueva interpretación del indigenismo. Últimas Noticias (1 de septiembre de 1974). Caracas (1974)
- Prólogo a la obra de Mario Sanoja e Iraida Vargas: Antiguas formaciones y modos de producción venezolanos (1974)
- Acosta Saignes y otros. El comercio en el México prehispánico. Instituto Mexicano de Comercio. México (1974)
- Arte para una identidad. En Arte Africano en colecciones venezolanas. Biblioteca Nacional. Editorial Avilarte. Caracas (1976)
- Sobre el significado de la Revolución Cubana. Revista Casa de las Américas Número 111 (12-14). La Habana (1978)
- Edad cualitativa. Impreso en Corpoimpre. Caracas (1978)
- Lisandro Alvarado, antropólogo, historiador y sociólogo. Revista Nacional de Cultura Número 242 (211-235). Caracas (1979)
- Los derechos de las sociedades indígenas. Actual Número 11 (5-13) Universidad de los Andes. Mérida (1979)
- Estudios en Antropología, Sociología, Historia y Folklore. Serie Estudios. Monografías y ensayos. Biblioteca de la Academia Nacional de la Historia. Caracas (1980)
- Acosta Saignes y otros. Sobre la sustitución de la Ley de Misiones. En: El caso Nuevas Tribus. Colección Testimonios. Editorial Ateneo de Caracas. Caracas (1981)
- Antología de Simón Bolívar (Introducción, bibliografía y selección de Miguel Acosta Saignes). Biblioteca del Estudiante Universitario. UNAM. México (1981)
- Luis Razetti: Un gran combatiente por el Darwinismo. Últimas Noticias (7 de noviembre de 1982). Caracas (1982)
- La identidad no es la historia es la conciencia de la historia. El Nacional (29 de noviembre de 1985). Caracas (1985)
- Las ideas de los esclavos negros en América. Lección magistral para el Primer Programa de Maestría en Estudios Afroasiáticos. Universidad Santa María. Talleres Gráficos del Congreso de la República. Caracas (1986)
- Epístola de agradecimiento y política a Nelson Luis. Suplemento Cultural de Últimas Noticias (7 de diciembre de 1986). Caracas (1986)
- Esclavitud de los africanos en América. En: Historia General de América Hispanoamericana VI. Período Colonial. Academia Nacional de la Historia. Caracas (1989)

### Libros
- Latifundio: el problema agrario en Venezuela (1938)
- Petróleo en México y Venezuela (1940)
- Los caribes de la costa venezolana (1946)
- Temas de pedagogía (1951)
- Estudios de etnología antigua de Venezuela (1954)
- La obra antropológica de Lisandro Alvarado (1956)
- Cerámica de la luna en los Andes venezolanos (1957)
- Historia de los portugueses en Venezuela (1959)
- Estudios de etonología antigua de Venezuela (1961)
- Estudios de folklore venezolano (1962)
- Vida de los esclavos negros en Venezuela (1967)
- Etnohistoria de Venezuela: Época prehispánica (1968)
- Época prehispánica (1974)
- Bolívar: acción y utopía del hombre de las dificultades (1977)
- La cerámica de la luna (1979)
- Tiempo secreto de Sonia Sanoja (1981)
- Introducción a Simón Bolívar (1983)